# Église San Zulian
L'église Saint-Julien (en italien, Chiesa di San Giuliano) communément appelé San Zulian est une église catholique de Venise, en Italie. L'église dépend de la paroisse San Salvador.
Localisation : San Zulian est située dans le sestiere de San Marco, non loin de la place Saint-Marc.

## Description

### Extérieur
L'église est de style renaissance ; son plan est de forme rectangulaire. La façade a été dessinée par Jacopo Sansovino, et achevée après sa mort en 1570 par Alessandro Vittoria. Elle a été financée par Thomas Rangone (Thomas Philologus) philologue et physicien, en échange d'en faire un monument à sa propre gloire. La statue en bronze qui le représente est attribuée à Sansovino.

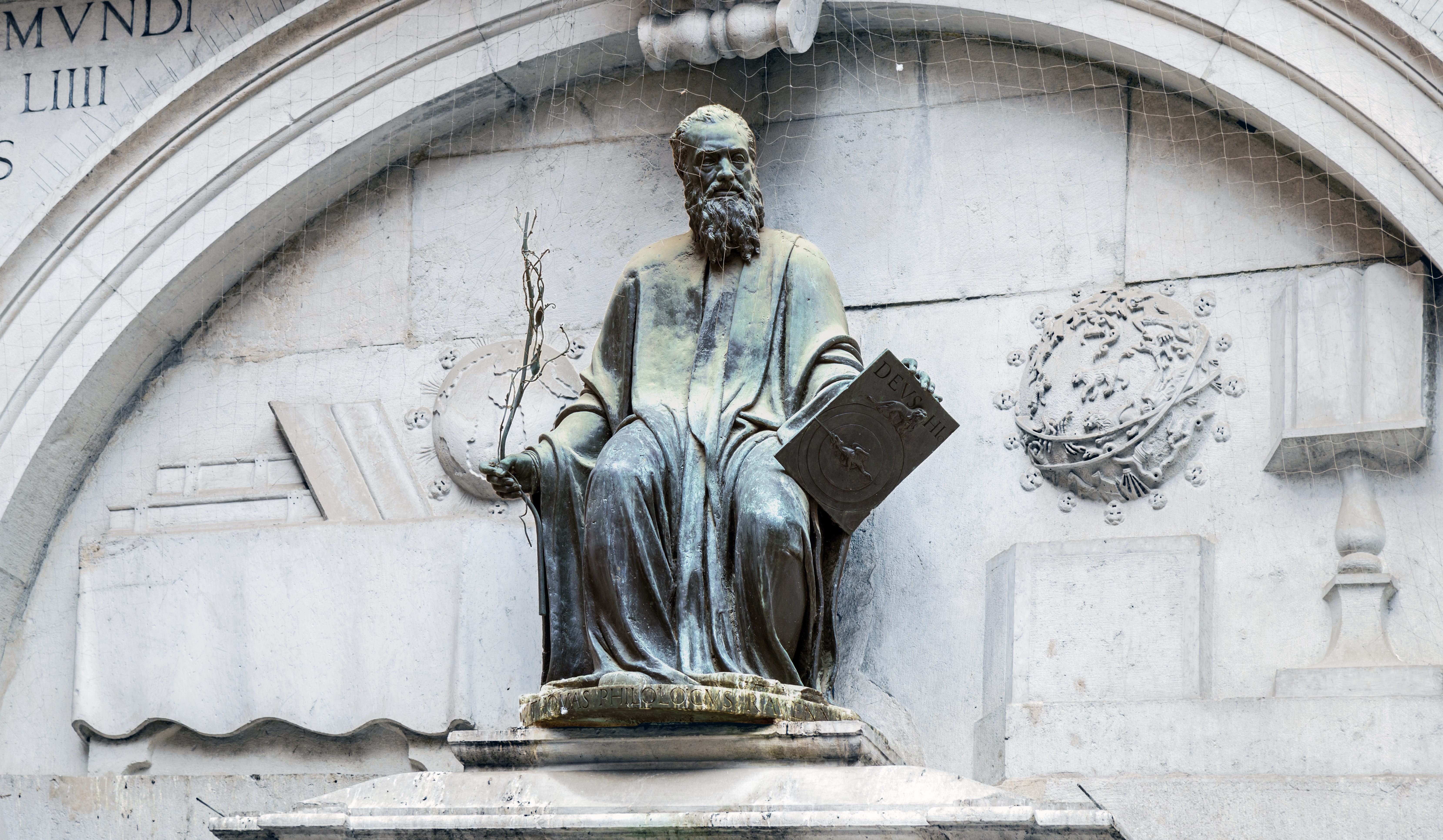
Statue de Thomas Rangone

### L'intérieur
À l'intérieur du bâtiment une seule nef, rectangulaire avec abside couverte par une voûte, flanquée de deux petites chapelles.
Dans San Zulian le ton de la décoration des murs et du plafond est donné par les œuvres de la décennie qui a suivi la consécration, qui a eu lieu en 1580.
Il y a trois périodes principales :
1- La période christique entourant la nef dans son registre supérieur.
2- La période San Zulian avec huit figures allégoriques au plafond illustrant la Passion du Christ et le triomphe de San Giuliano au centre du plafond Palma le jeune.
3- Les deux premières périodes sont complétées par des ajouts issus de la communauté paroissiale, les confréries et les écoles de dévotion qui se meublent dans les autels latéraux.
Il y a sept autels en tout. Le retable et l'autel principal son de Giuseppe Sardi, avec un "Couronnement de la Vierge et des saints" signé par Girolamo da Santa Croce.
On trouve également des œuvres de Palma le Jeune et de Véronèse.
Le tableau de Véronèse Saint Marc, saint Jacques, saint Jérôme et le Christ mort soutenu par des anges, datant de 1581-1582 (huile sur toile de 365 × 181 cm), fut réalisé pour l'autel des Strazzaroli, consacré à saint Jacques. Jérôme est sans doute le portrait d'un mécène, peut-être Gerolamo Vignola, grand bienfaiteur de l'église.
L'orgue
Placé sur une cantoria de la contre-façade, il est l'œuvre de Gaetano Callido en 1764, il porte le N° d'opus 12.

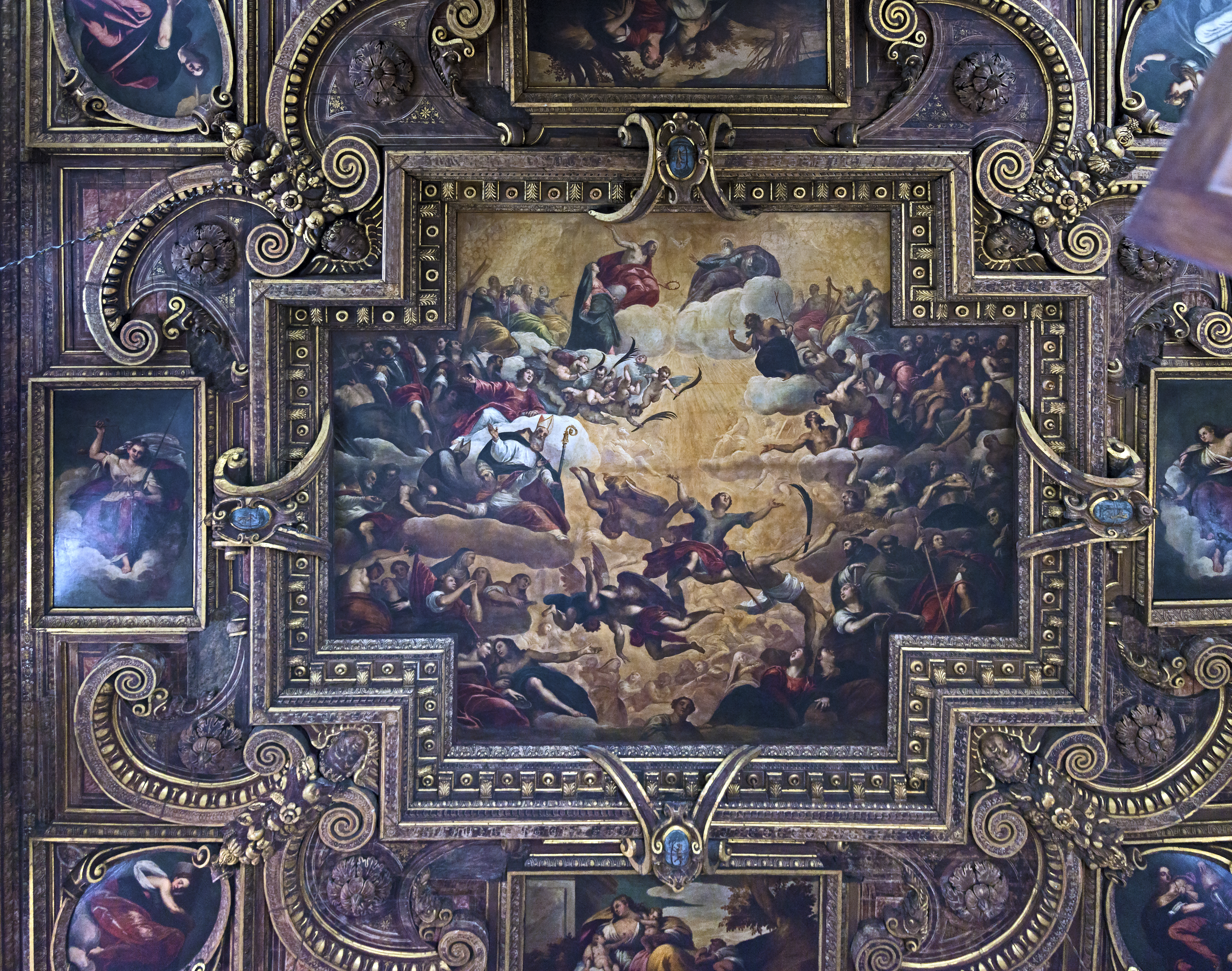
Le triomphe de San Giuliano Palma le jeune
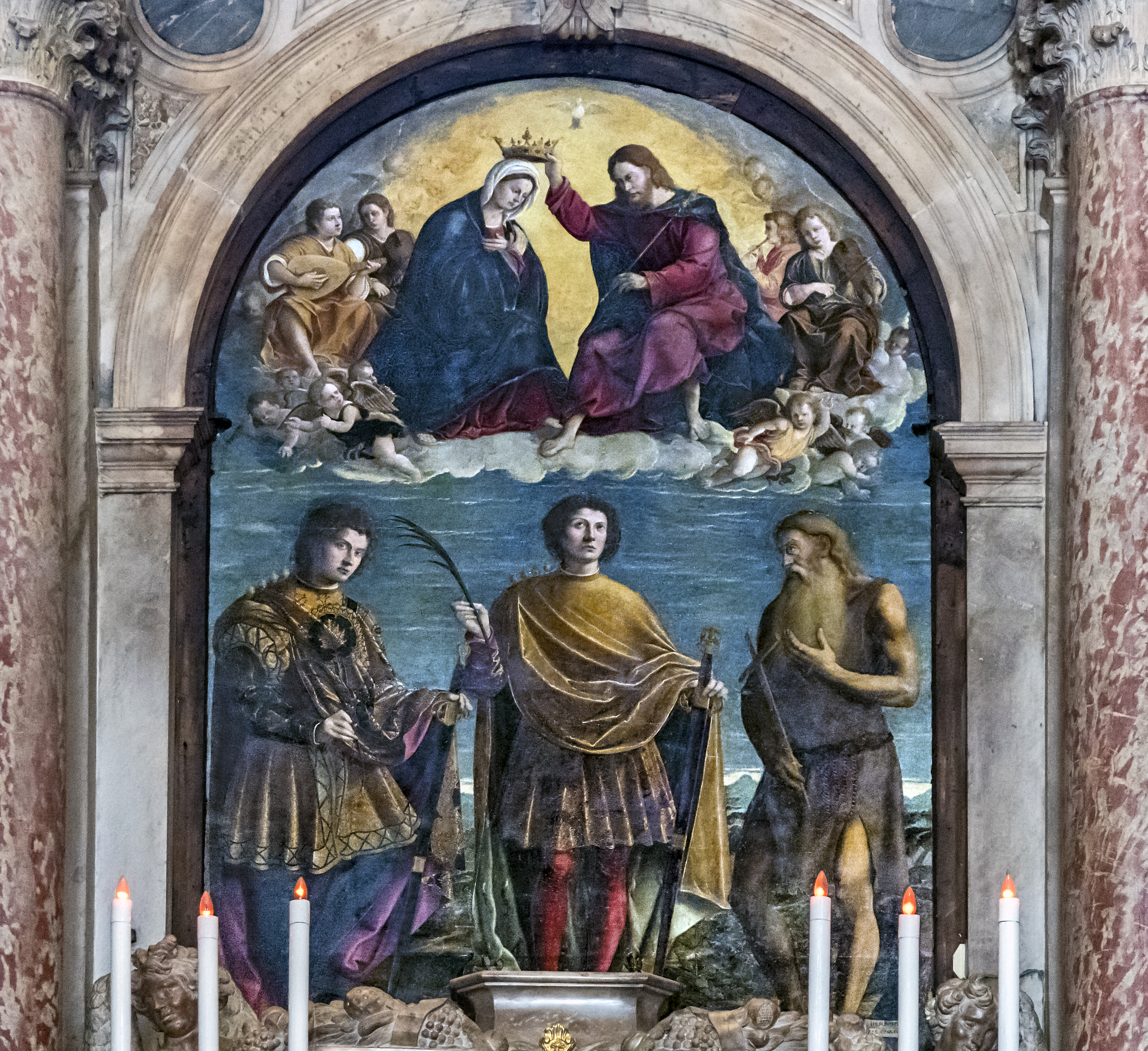
"Couronnement de la Vierge et des saints" Girolamo da Santa Croce
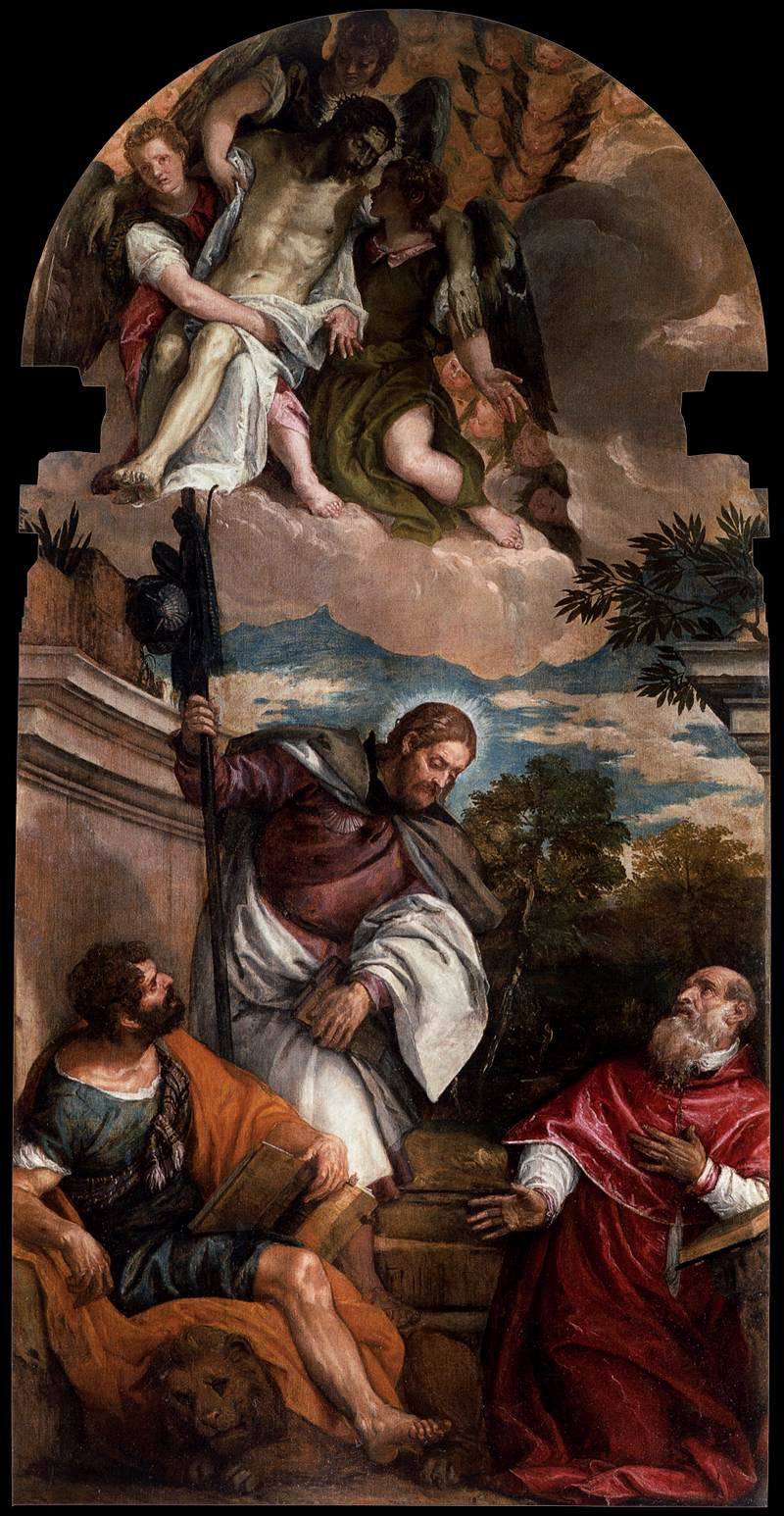
Sts Marc, Jacques et Jérôme et le Christ mort 1581-1582, Véronèse
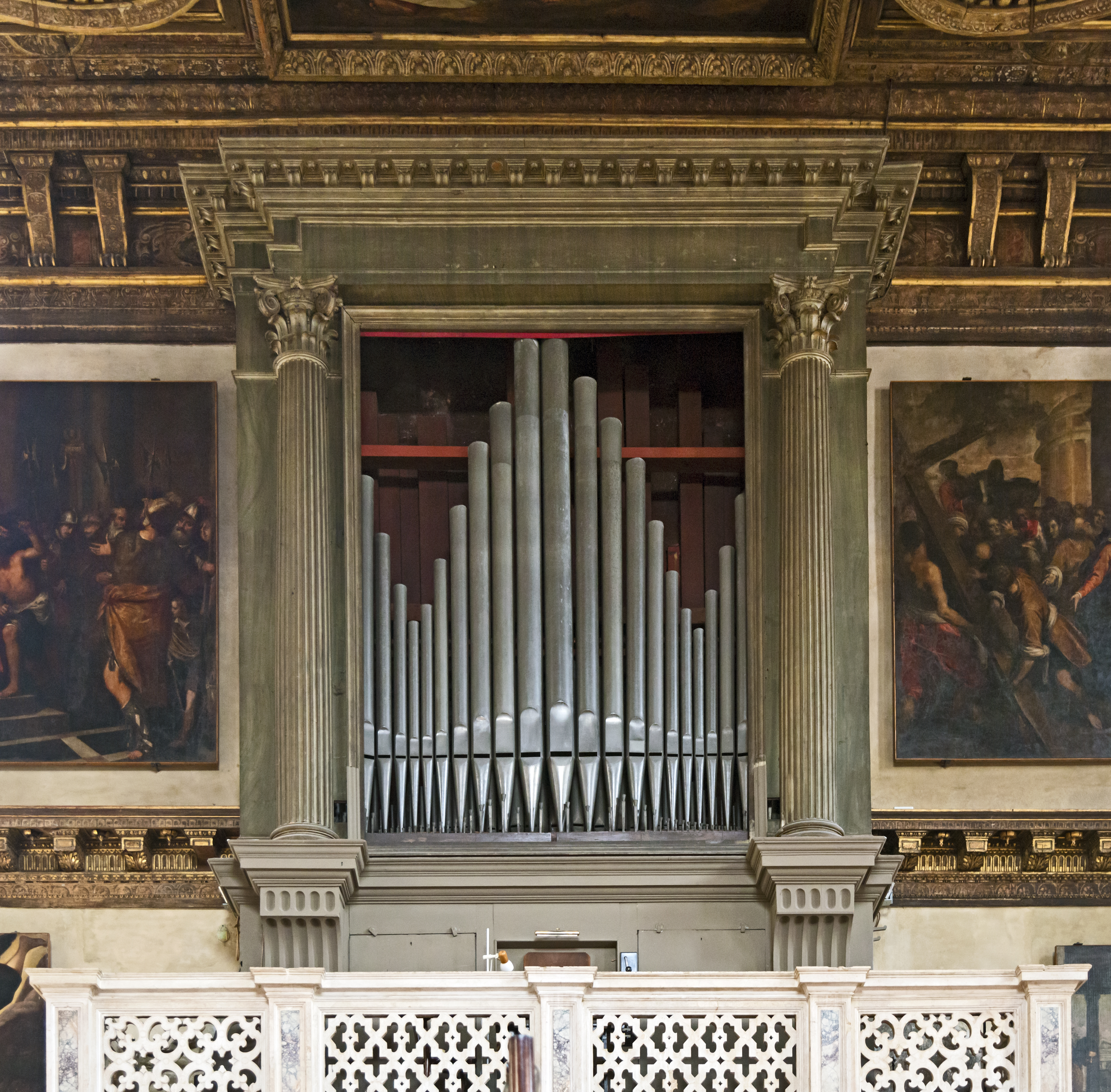
Orgue de Gaetano Callido.